# Ангольсько-португальські відносини
Ангольсько-португальські відносини — двосторонні відносини між Анголою і Португалією. Дипломатичні відносини між країнами встановлено в 1976.

## Історія
Португалія правила Анголою впродовж 400 років: португальці колонізували цю територію в 1483.
У 1975 Ангола проголосила незалежність. Війна за незалежність Анголи не увінчалася військовою перемогою повстанців, але завдяки державному перевороту в Португалії, який змістив режим Марселу Каетану на Раду національного порятунку, Ангола здобула незалежність від метрополії.
22 грудня 1976 португальський уряд визнав нову владу Анголи в особі партії МПЛА і президента Агоштінью Нету і встановила дипломатичні відносини. 
10 березня 1977 МПЛА розірвала відносини з Португалією, але 3 вересня 1977 офіційні відносини відновлено в ході зустрічі між міністрами закордонних справ в Кабо-Верде. 3 листопада 1978 року УНІТА випустив прес-реліз в Парижі, в якому детально описувалася битва проти УНІТА 20000 солдатів з Португалії, Куби, Катанги, Східної Німеччини і МПЛА. У 1991 році відносини між країнами значно покращилися після того, як ангольський уряд відмовився від комуністичного світогляду і став на шлях демократії, почавши проводити проамериканську і проєвропейську зовнішню політику.
17 листопада 2011 португальський уряд Педру Пасуша Коелью підписав угоду про позику від ангольського уряду Жозе Едуарду душ Сантуша, щоб допомогти Португалії впоратися з  її фінансовою кризою.